# Acolimamate
Acolimamate ist ein osttimoresischer Ort im Suco Hoholau (Verwaltungsamt Aileu, Gemeinde Aileu).

## Geographie und Einrichtungen
Das Dorf Acolimamate liegt im Norden der Aldeia Mau-Uluria, auf einer Meereshöhe von 1185 m. Hier treffen sich jeweils aus den vier Himmelsrichtungen kommend Straßen aufeinander. In einem halben Kilometer Entfernung in Richtung Süden befindet sich in nächster Nachbarschaft das Dorf Mau-Uluria, mit dem Sitz der gleichnamigen Aldeia. Die Straße nach Westen führt zum Dorf Ouelae (Aldeia Saharai). Nördlich liegen die Dörfer der Aldeia Aslimhati. Im Osten befindet sich direkt angrenzend im Suco Seloi Malere das Dorf Hatuhein.
In Acolimamate befindet sich der Sitz des Sucos Hoholau, die Kapelle Nossa Senhora do Rosario und ein Befreiungsdenkmal.